# Венсерские
Венсерские (пол. Węsierski) — дворянский род.
В прежней Прусской Провинции оседлые. Из них Андрей Венсерский владел там имением Замарте, коим в 1736 году поделились сыновья его Войтех и Осип.

## Описание герба
В поле лазоревом три подковы, расположенные треугольником передками внутрь, шипами одна к правой, другая к левой стороне щита, а третья к его подошве. В последнюю упирается остриём вниз меч, золотая рукоятка которого имеет вид креста. В навершии шлема, вправо, ворон с поднятыми крыльями и золотым перстнем во рту. 
Герб Белина 2 (употребляют: Венсерские) внесен в Часть 1 Гербовника дворянских родов Царства Польского, стр. 55.